# Eunidia pseudosenilis
Eunidia pseudosenilis är en skalbaggsart som beskrevs av Stefan von Breuning 1971. Eunidia pseudosenilis ingår i släktet Eunidia och familjen långhorningar.
Artens utbredningsområde är Madagaskar. Inga underarter finns listade i Catalogue of Life.